# Medicine Lake (Montana)
Medicine Lake es un pueblo ubicado en el condado de Sheridan en el estado estadounidense de Montana. En el Censo de 2010 tenía una población de 225 habitantes y una densidad poblacional de 215,57 personas por km².

## Geografía
Medicine Lake se encuentra ubicado en las coordenadas 48°30′8″N 104°30′6″O / 48.50222, -104.50167. Según la Oficina del Censo de los Estados Unidos, Medicine Lake tiene una superficie total de 1.04 km², de la cual 1.04 km² corresponden a tierra firme y (0%) 0 km² es agua.

## Demografía
Según el censo de 2010, había 225 personas residiendo en Medicine Lake. La densidad de población era de 215,57 hab./km². De los 225 habitantes, Medicine Lake estaba compuesto por el 90.67% blancos, el 0.89% eran afroamericanos, el 4% eran amerindios, el 0% eran asiáticos, el 0% eran isleños del Pacífico, el 0% eran de otras razas y el 4.44% pertenecían a dos o más razas. Del total de la población el 0% eran hispanos o latinos de cualquier raza.